# Jacopo Mosca
Jacopo Mosca (29 de agosto de 1993) é um ciclista italiano. Estreia em 2016 com a equipa Trek-Segafredo sendo estagiário e desde agosto de 2019 faz parte de dito equipa.

## Palmarés
- 2017
- Tour de Hainan, mais 1 etapa

- 2018
  - 1 etapa do Tour da China I[1]

## Resultados em Grandes Voltas
| Corrida | Corrida         | 2017 | 2018 | 2019 | 2020 | 2021 |
| ------- | --------------- | ---- | ---- | ---- | ---- | ---- |
|         | Giro d'Italia   | —    | 98.º | —    | 31.º | 52.º |
|         | Tour de France  | —    | —    | —    | —    | —    |
|         | Volta a Espanha | —    | —    | 85.º | —    | —    |

—: não participa

Ab.: abandono

## Equipas
- Trek-Segafredo stagiaire (08.2016-12.2016)
- Wilier Selle Italia (2017-2018)
- D'Amico-UM Tools (01.2019-07.2019)
- Trek-Segafredo[2] (08.2019-)